# Rennstrecke Anneau du Rhin

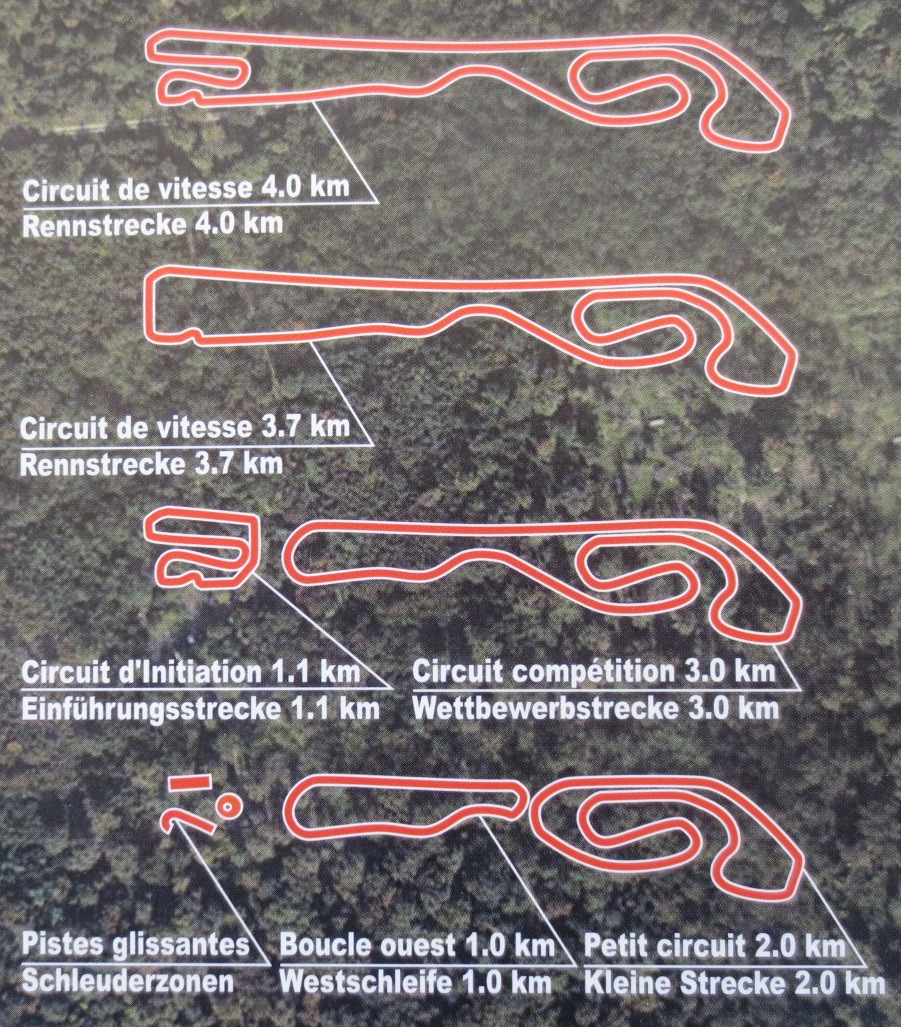
Rennstrecke Anneau du Rhin"

Anneau du Rhin ist eine permanente Rennstrecke in Biltzheim im Département Haut-Rhin im Elsass, Frankreich.

## Geschichte
Im Jahr 1996 gründeten der Unternehmer Marc Rinaldi, sein Sohn François Rinaldi und dessen Ehefrau Caroline Bugatti – Enkelin von Ettore Bugatti – zusammen mit der Familie Spengler (aus der unter anderem Bruno Spengler, DTM-Fahrer, stammt) diese private Rennstrecke in der Gemeinde Biltzheim, zwischen Colmar, Mülhausen und der deutsch-französischen Grenze.

## Beschreibung
Die rund vier Kilometer lange Strecke wurde vom Layout des Circuit Paul Ricard in Le Castellet inspiriert. Seit 2011 ist die Strecke sowohl vom französischen Automobilsportverband FFSA als auch vom französischen Motorradverband FFM für Wettbewerbe zugelassen.
Privatpersonen können dort unter Anleitung des Automobile Club d’Alsace Sportwagen fahren.

## Veranstaltungen
Jährlich finden auf dem Anneau du Rhin der „Trophée de la vitesse“ sowie der „Classic Trophy“ statt, bei denen Motorradfahrer in verschiedenen Klassen (Oldtimer, Supersport, Superbike) antreten. Das erste Rennen der 13. Auflage fand im Juni 2018 statt.
Am 7. und 8. August 2022 wurde eine Etappe des FIA-Tourenwagen-Weltcups auf dem Kurs ausgetragen.

## Konfigurationen
Die Strecke kann in vier unterschiedlichen Varianten befahren werden. Die längste Konfiguration beträgt 4 km.

## Galerie

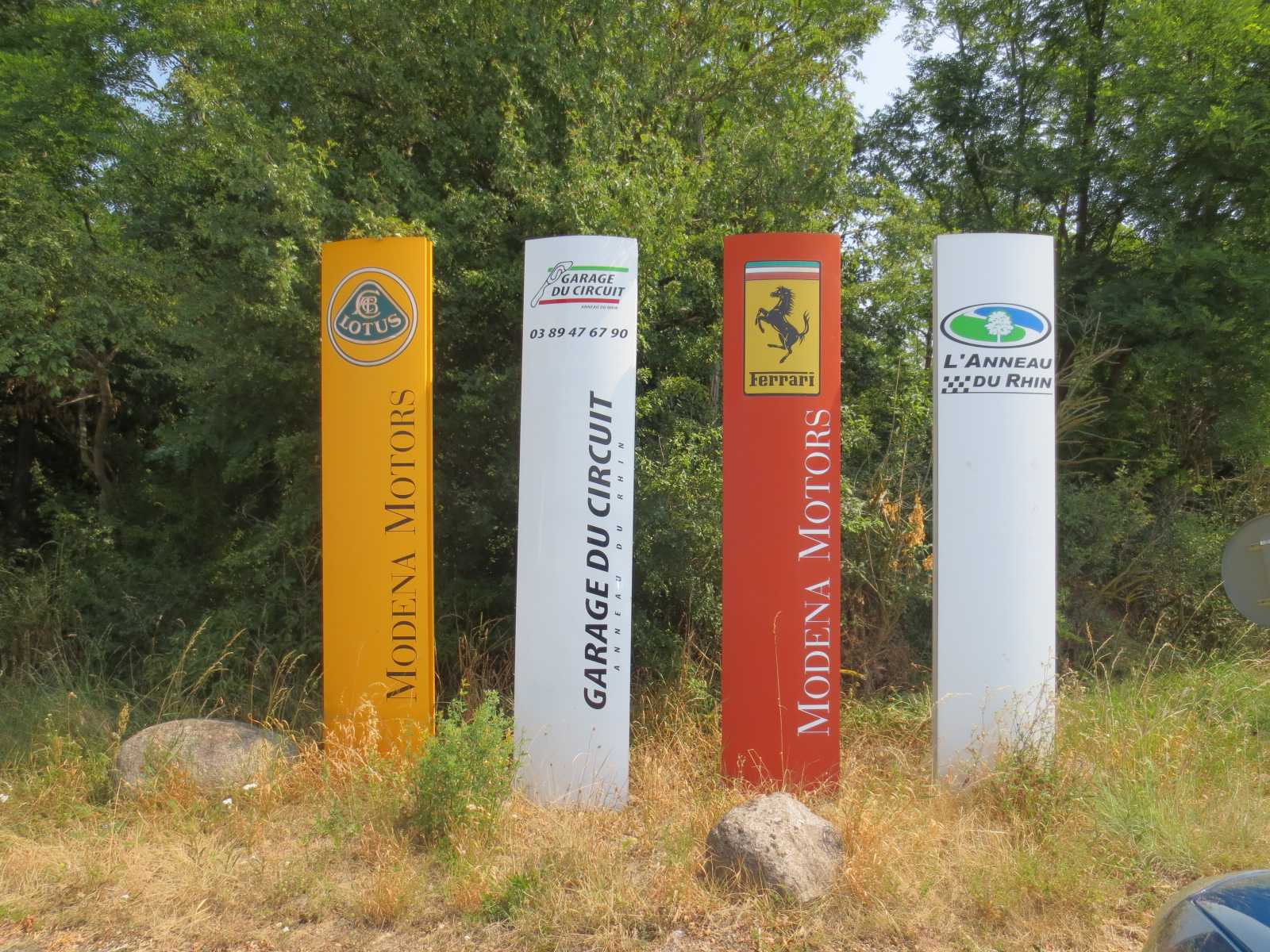
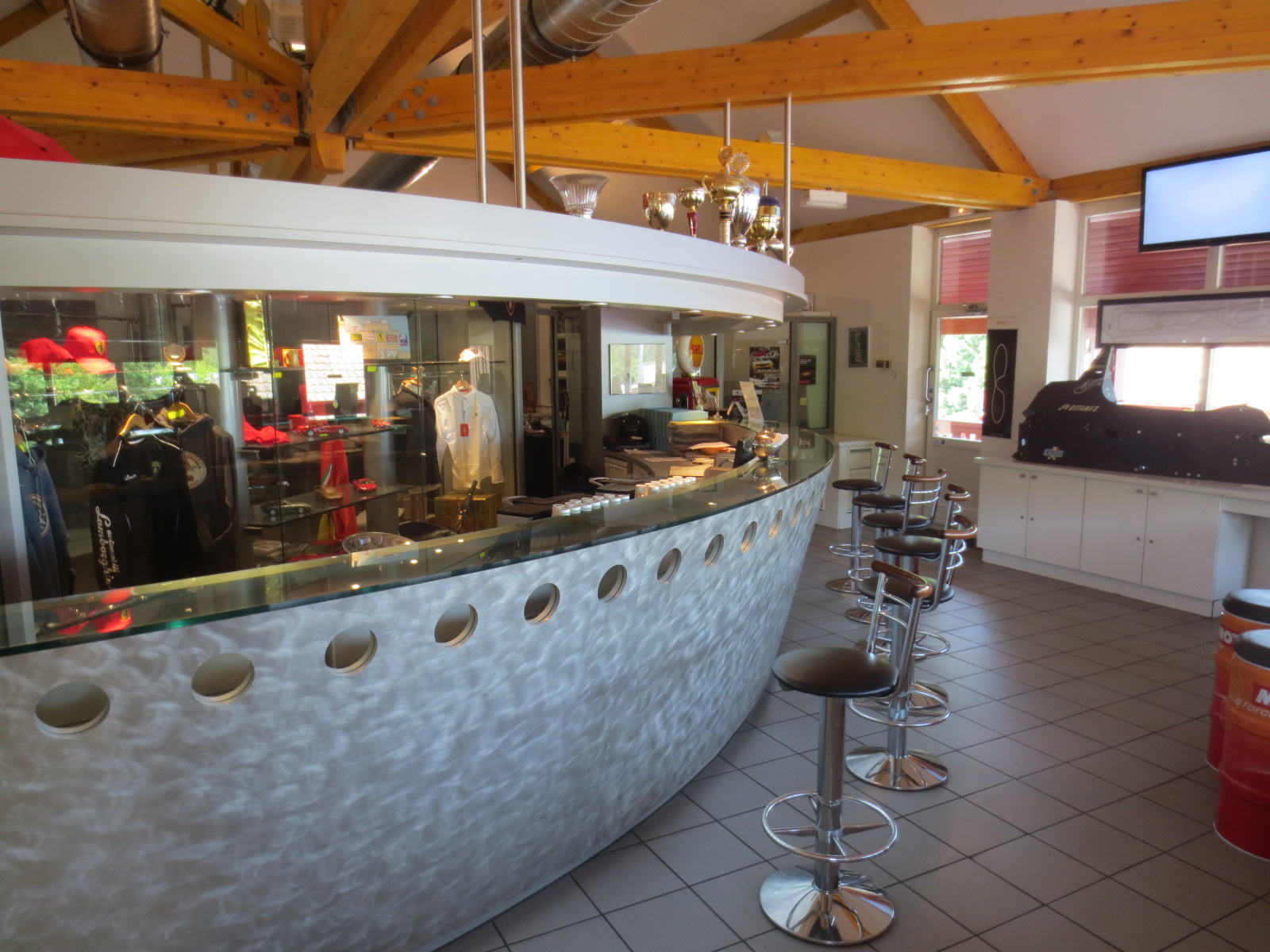
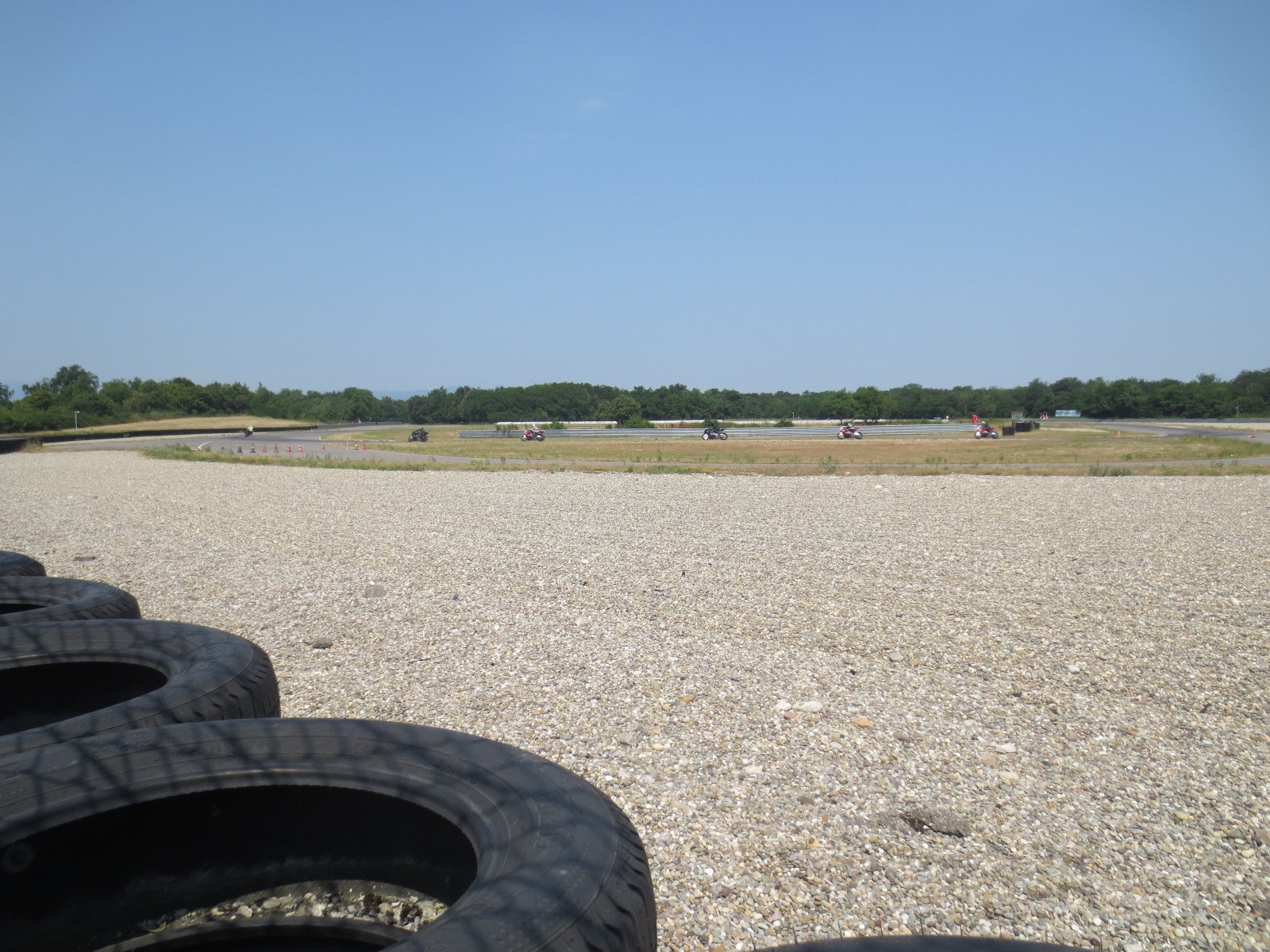
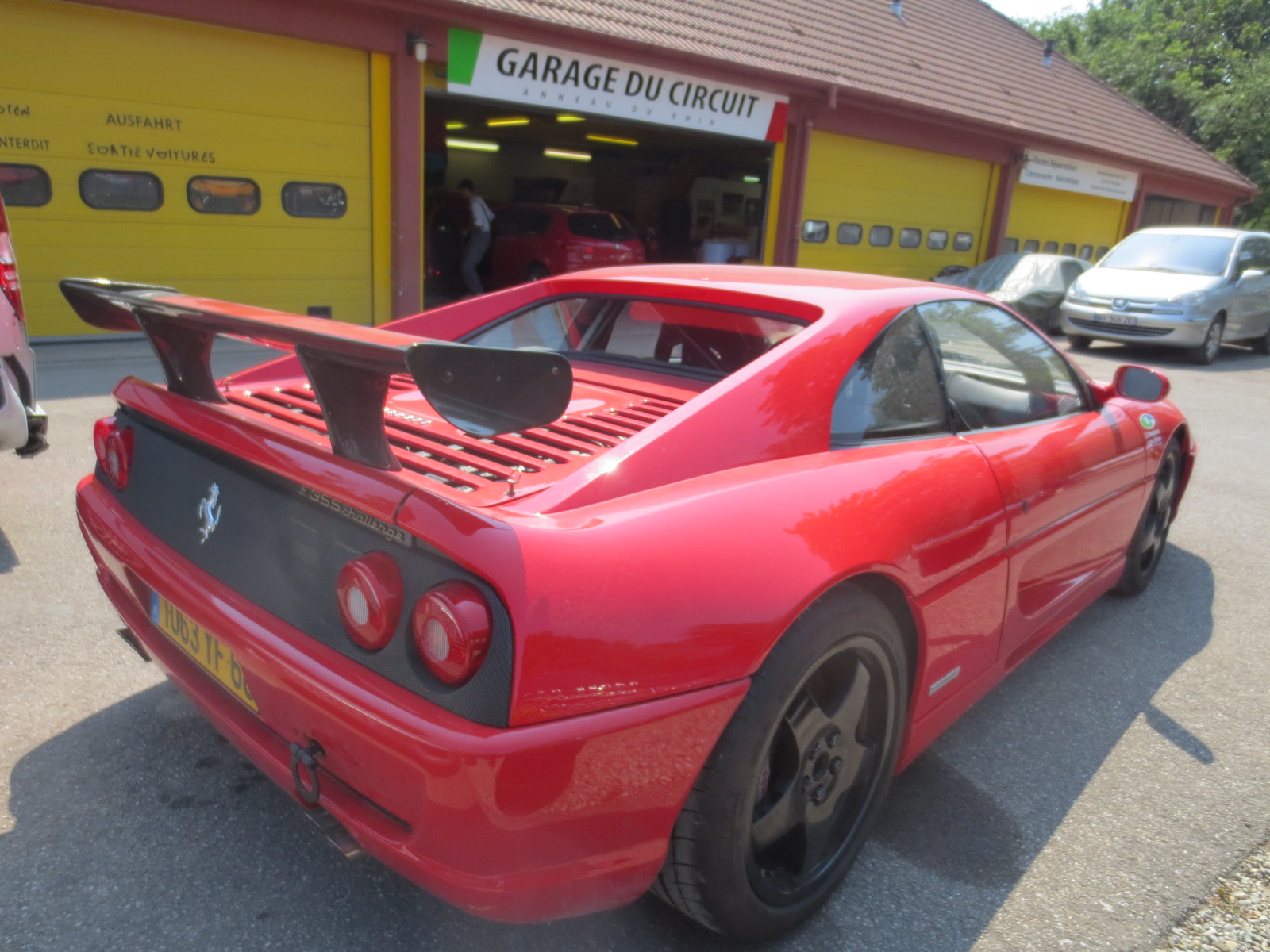
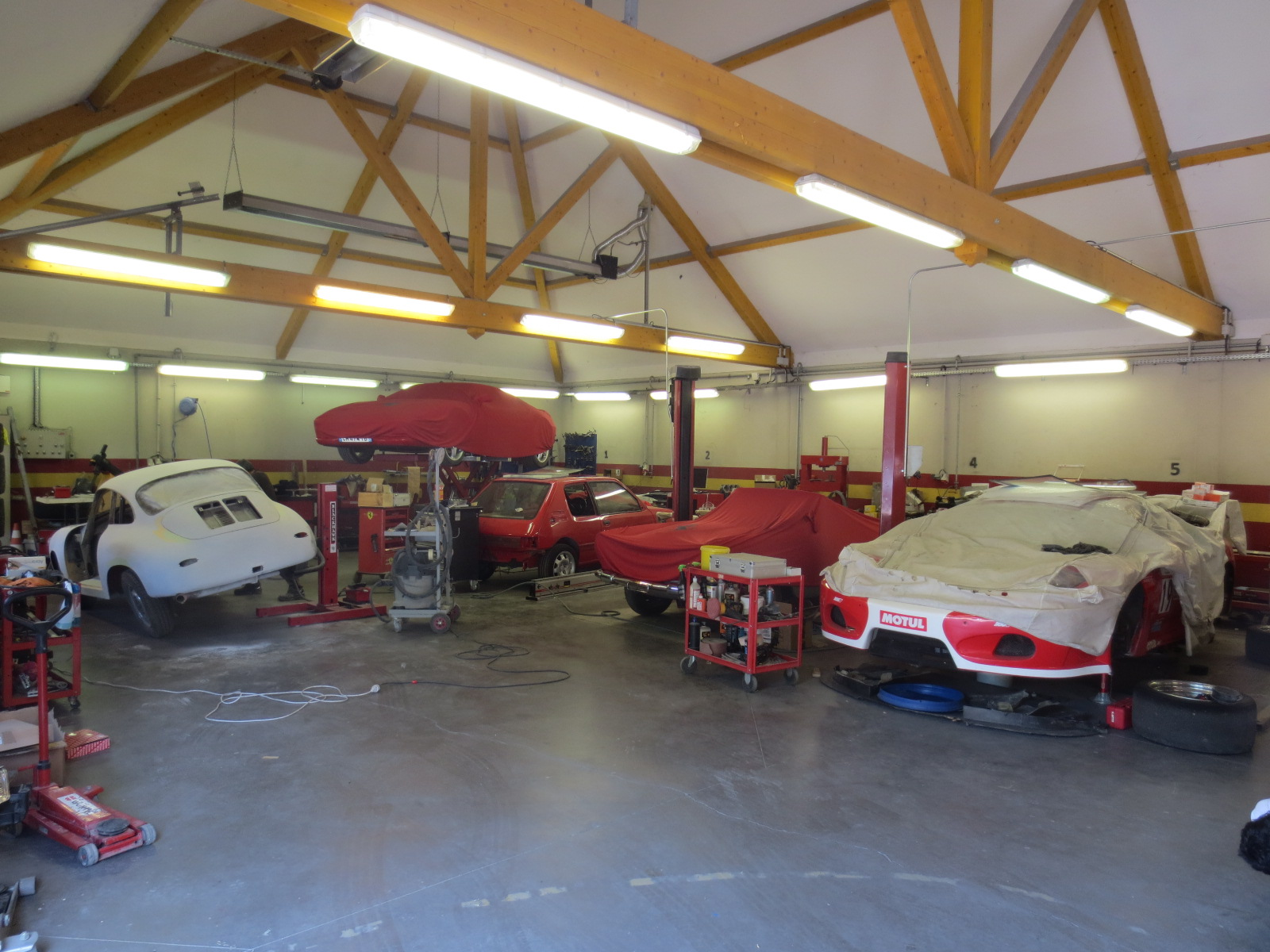
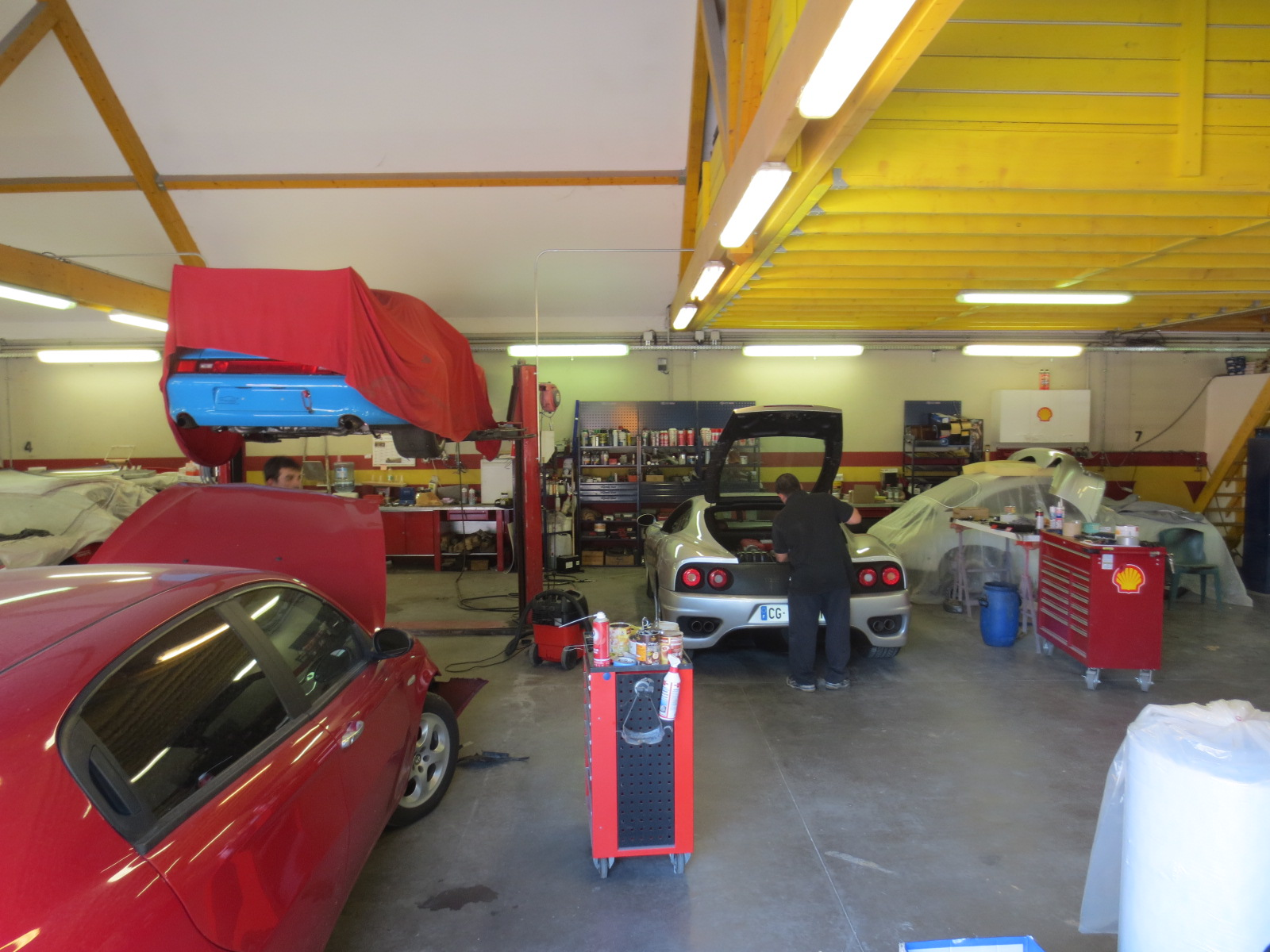
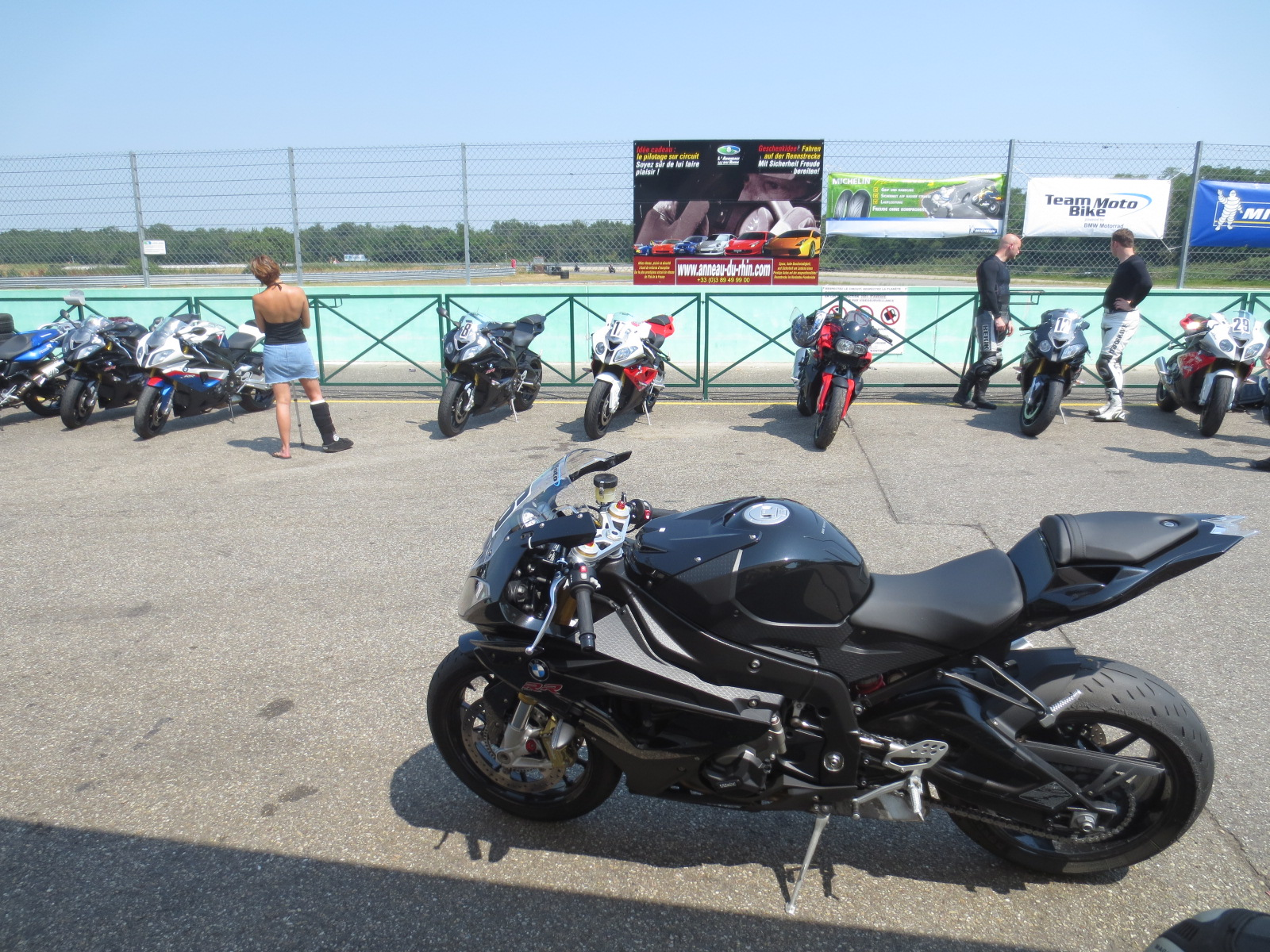
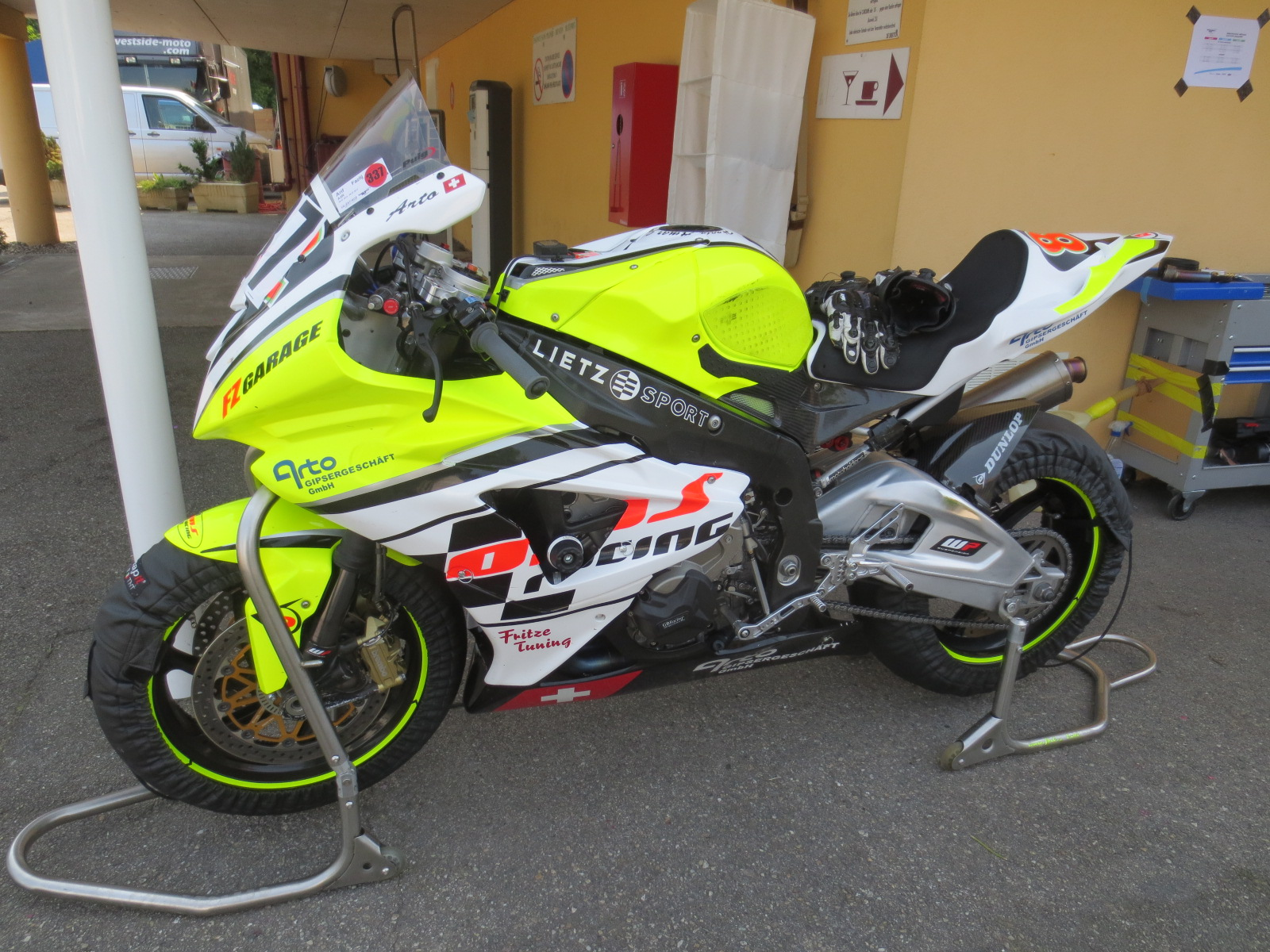